# Building Research Establishment

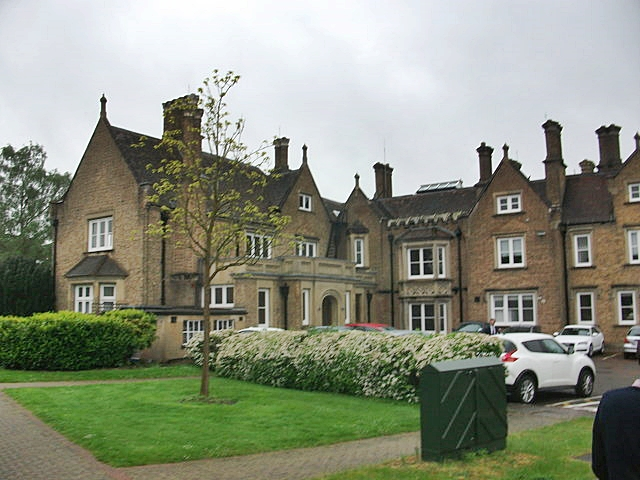
Building Research Establishment en Garston, Watford.

El Building Research Establishment (BRE) es una institución de gobierno de Reino Unido  (en la actualidad pasó a ser una entidad particular) dedicado a la investigación, asesoría y desarrollo de experiencias para sectores de la construcción y del entorno construido en el Reino Unido. El BRE es cuartel general y se encuentra en Watford con sitios regionales en Glasgow y Swansea.
En el BRE las áreas de interés son participación en la preparación de estándares nacionales e internacionales y construyendo códigos, incluyendo los controles de edificio del Reino Unido. La organización es ahora financiada por ingresos de sus programas comerciales, las publicaciones, trabajos a terceros, y por fondos para investigación financiados por el gobierno y las industrias. Posee además Laboratorios de Ensayos acreditados por UKAS.

## Programas: BREEAM y EcoHomes
El BRE también posee y opera el BREEAM y EcoHomes ; esquemas de índice medioambiental, y promueve el Passivhaus alemán de edificio de ultra baja energía en el Reino Unido. También promueve el dictado de cursos de capacitación.
Posee compañías hermanas como: BRE Global es una división independiente para certificación de fuego, seguridad, productos de sostenibilidad y servicios.
El BRE Alianza de Sostenibilidad Internacional (ISA) es una organización de afiliación que da la bienvenida a propietarios, ocupantes e inversores quiénes desean venir juntos de compartir práctica mejor en la administración sostenible de sus carpetas de propiedad para mejorar rendimiento financiero.

## Propiedad
El BRE está posee una fundación llamada BRE Trust, una organización benéfica, el cual es el más grande no para caridad de beneficio en el Reino Unido dedicó para investigar y educación en el entorno construido. BRE Trust, está diagramado en siete grupos: profesionales de entorno construido, contratistas, material y proveedores de producto, alojamiento, departamentos universitarios, dueños de edificios, directores de obras y usuarios.

## Historia
BRE fue fundado en 1921 cuando el Building Research Board, en el East Acton era parte del Servicio Civil británico como un esfuerzo para mejorar la calidad de los [[alojamiento]]s en el Reino Unido.
Durante la Segunda Guerra Mundial estuvo implicado en la búsqueda confidencial y desarrollo de la bomba de botar (bouncing bomb), para uso contra el Möhne Dique en el famoso Dambusters Redada de 1943. El modelo de escala pequeño del dique utilizado para probar todavía puede ser encontrado hoy, en el Centro en Garston, Watford.
BRE fue un miembro de fundacional de BSRIA (Building Services Research and Information Association), en 1976.  
Habiendo subsumido el número de otras organizaciones de gobierno, con el corre de los años, incluyendo la Estación de Búsqueda de Fuego anterior y los Laboratorios Princes Risborough,  esté dado estado de agencia ejecutiva en 1990 antes de ser privatizado por el Departamento para Entorno, Transporte y las Regiones el 19 de marzo de 1997.
De 1 de enero de 2013, BRE tomó sobre la administración del Reino Unido y capítulo de Irlanda de BuildingSMART.